# Геометричне програмування
Геометричне програмування — розділ математичного програмування, що вивчає підхід до розв'язування нелінійних задач оптимізації спеціальної структури. Термін вперше ввели 1967 року Р. Даффін, Е. Пітерсон і К. Зенер. Назва дисципліни пов'язана з тим, що однією з основних у викладаній теорії є нерівність між середнім геометричним і середнім арифметичним і її узагальнення. Передумовою до розвитку геометричного програмування стали деякі геометричні задачі і методи їх розв'язування. Базовим поняттям геометричного програмування є позіном.

## Формулювання задачі геометричного програмування
Знайти найменше значення функції {\displaystyle g_{0}(t)} за обмежень:
{\displaystyle t_{1}>0,t_{2}>0,...,t_{m}>0}
і
{\displaystyle g_{1}(t)\leqslant 1,g_{2}(t)\leqslant 1,...,g_{p}(t)\leqslant 1,}.
Тут
{\displaystyle g_{k}(t)=\sum _{i\in J[k]}c_{i}t_{1}^{a_{i1}}t_{2}^{a_{i2}}...t_{m}^{a_{im}},k=0,1,...,p},
де
{\displaystyle J[k]=(m_{k},m_{k}+1,m_{k}+2,...,n_{k})k=0,1,...,p}
і
{\displaystyle m_{0}=1,m_{1}=n_{0}+1,m_{2}=n_{1}+1,...,m_{p}=n_{p-1}+1,n_{p}=p}.
Функції {\displaystyle g_{k}(t)} — позіноми.

## Приклади задач геометричного програмування

### Приклад 1
Знайти довжини сторін прямокутника заданого периметра, що має найбільшу площу. Те саме для трикутника.

### Приклад 2
{\displaystyle \prod \limits _{i=1}^{n}x_{i}^{\beta _{i}}\rightarrow \max }
за обмежень
{\displaystyle \sum \limits _{i=1}^{n}\alpha _{i}x_{i}=S,\ x_{i}>0,\ x_{i}\in \mathbb {R} ,}
де {\displaystyle \beta _{i}>0,\ \alpha _{i}>0,\beta _{i}\in \mathbb {R} ,\alpha _{i}\in \mathbb {R} ,\ i={\overline {1,n}},}
Розв'язком задачі є вектор {\displaystyle x_{}^{*}} з компонентами {\displaystyle x_{i}^{*}={\frac {\beta _{i}S}{\alpha _{i}\beta }},}
де {\displaystyle \ \beta =\sum \limits _{i=1}^{n}\beta _{i}.}

## Програмні засоби
Існує декілька пакунків програм, які допомагають формулювати та розв'язувати задачі геометричного програмування.
- MOSEK [Архівовано 28 жовтня 2020 у Wayback Machine.] — це комерційний розв'язувач, здатний розв'язувати задачі геометричного програмування, а також інші задачі нелінійної оптимізації.
- CVXOPT [Архівовано 28 жовтня 2020 у Wayback Machine.] — це розв'язувач із відкритим кодом для опуклих задач оптимізації.
- GPkit [Архівовано 4 жовтня 2020 у Wayback Machine.] — це пакунок Python для чіткого визначення та маніпулювання моделями геометричними програмування. Містить низку прикладів моделей геометричного програмування, написаних разом із цим пакетом.
- GGPLAB [Архівовано 26 вересня 2020 у Wayback Machine.] — це набір інструментів MATLAB для постановки та вирішення задач геометричного програмування (ГП) та узагальнених задач геометричного програмування (УГП).
- CVXPY [Архівовано 28 жовтня 2020 у Wayback Machine.] — це вбудована в Python мова моделювання для визначення та розв'язування опуклих задач оптимізації, включано з ГП, УГП та LLCP[1].